# Broken Sword
Broken Sword (česky Zlomený meč) je série počítačových her ve stylu adventure, kterou vytvořil herní designér Charles Cecil z vývojového týmu Revolution Software. Hlavními postavami série jsou George Stobbart a Nico Collard. Příběhy jsou fiktivní, založené na historii a mytologii. Hry série prošly 2D a 3D rozměrem a vyzkoušely několik systémů ovládání. V současnosti[kdy?] se plánuje[kdo?] snímek na motivy první hry.

## Oficiální hry

### Broken Sword: The Shadow of the Templars
První hra budoucí série byla celosvětově vydána 30. září 1996 distribuční společností Virgin Interactive Entertainment. Mimo jiné pod názvy: Circle of blood (Kruh krve) USA, Baphomets Fluch (Bafometova kletba) v Německu, Les Chevaliers de Baphomet (Rytíři Bafometa) ve Francii, Il segreto dei Templari (Tajemství templářů) v Itálii, La leyenda de los Templarios (Legenda o templářích) ve Španělsku, Сломанный Меч: Тень Тамплиеров (Zlomený meč: Stín templářů) v Rusku.
George Stobbart je americký turista na prázdninách v podzimní Paříži. Příběh začíná v tiché kavárně, jejíž klid je narušen explozí bomby umístěné mužem v převleku klauna. Stobbart začíná vyšetřování výbuchu na vlastní pěst, později potkává fotografku Nico Collard a společně odhalují spiknutí, tajné kulty a vraždy, a to vše v souvislosti s templáři.
Hra zaznamenala úspěch v počtu prodaných kopií a v očích kritiků.

### Broken Sword II: The Smoking Mirror
Druhá hra v sérii byla vydána v roce 1997; a to mimo jiné pod názvy: Broken Sword: The Smoking Mirror (Zlomený meč: Kouříci zrcadlo) ve Spojených státech, Baphomets Fluch II: Die Spiegel der Finsternis (Bafometova kletba II: Zrcadlo temnoty) v Německu, Les Boucliers de Quetzalcoatl (Štíty Quetzalcoatlovy) ve Francii, Broken Sword II: La Profezia dei Maya (Zlomený meč II: Máyské proroctví) v Itálii a Broken Sword: Las Fuerzas del Mal (Zlomený meč: Síly zla) ve Španělsku.
George Stobbart je svědkem únosu jeho nynější přítelkyně Nico Collard a je na něm, aby ji vysvobodil a vydali se odkrýt tajemství prokletého mayského zlata.

### Broken Sword III: The Sleeping Dragon
Broken Sword: The Sleeping Dragon (česky znamená Zlomený meč: Spící drak) je třetí hrou série, byla vydána roku 2003; a to mimo jiné pod názvy: Baphomets Fluch: Der schlafende Drache (Bafometova kletba: Spící drak) v Německu, Les Chevaliers de Baphomet: Le manuscrit de Voynich (Bafometovi rytíři: Voynichův rukopis) ve Francii, Broken Sword: Il Sonno del Drago (Zlomený meč: Spící drak) v Itálii, Broken Sword: El sueño del dragón (Zlomený meč: Sen o draku) ve Španělsku, Сломанный Меч 3: Спящий Дракон (Zlomený meč 3: Spící drak) v Rusku, 断剑：沉睡之龙 (Spící drak) v Číně. Hra byla vydána v České republice v kompletní lokalizaci.

### Broken Sword IV: The Angel of Death
Broken Sword: The Angel of Death (česky znamená Zlomený meč: Anděl smrti) je čtvrtou hrou série, byla vydána v roce 2006; mimo jiné pod názvy: Secrets of the Ark: A Broken Sword Game v USA, Baphomets Fluch 4: Der Engel des Todes (Bafometova kletba 4: Anděl smrti) v Německu, Broken Sword: Les Gardiens du Temple de Salomon (Zlomený meč: Stráže Šalamounova chrámu) ve Francii, Broken Sword: L'Angelo della Morte (Zlomený meč: Anděl smrti) v Itálii, Broken Sword: El Ángel de la Muerte (Zlomený meč: Anděl smrti) ve Španělsku, Broken Sword: Anioł Śmierci (Zlomený meč: Anděl smrti) v Polsku a Сломанный меч: Ангел смерти (Zlomený meč: Anděl smrti) v Rusku. I tento díl byl lokalizován do češtiny.
Tento díl se vrací, oproti třetímu dílu, k systému ovládání point-and-click.
Od událostí třetí hry zažívá George Stobbart krušné časy, protože delší dobu nemůže najít práci. Když do jeho života vstoupí záhadná žena Anna Maria je Stobbart vržen do dalšího dobrodružství.

### Broken Sword V: The Serpent's Curse
Broken Sword: the Serpent's Curse (česky znamená Zlomený meč: Hadí prokletí) je pátou hrou série, byla vydána v roce 2013.

## Technické informace
První dvě hry užívaly rozšířenou verzi herního enginu Virtual Theatre, který byl vytvořen samotnými Revolution Software. Byly vytvořeny pro operační systémy DOS a Windows, nyní je možné je hrát na množství jiných systémů pomocí ScummVM. Obě hry byly také vydány pro PlayStation, první také pro Mac OS a později pro Game Boy Advance, Palm OS a Windows Mobile. The Sleeping Dragon byla postavena na enginu RenderWare, The Angel of Death na vlastním grafickém enginu Sumo Digital.

## Další média a projekty

### Broken Sword 2.5: The Returns of the Templars
Broken Sword 2.5: The Return of the Templars (česky znamená Zlomený meč 2.5: Návrat templářů) je neoficiální hra ze světa Broken Sword tvořená fanoušky série, byla vydána 28. září 2008 a je zdarma ke stažení. Příběh hry se odehrává mezi druhým a třetím dílem. Hra je německy nadabována a je možné hrát ji s anglickými nebo německými titulky. Hra je tvořena v 2D enginu, stejně jako první dvě hry série. Je primárně pro operační systém Microsoft Windows, pomocí Wine ji ovšem lze bezproblémově hrát i v Linuxu a dalších Un*xových operačních systémech.
Český dabing do hry vytvořila amatérská dabingová skupina Perla Group[nedostupný zdroj].